# Alexander Menges
Alexander Menges (* 11. September 1853 in Darmstadt; † 23. Dezember 1911 in Heiligenberg (Bodenseekreis))  war ein deutscher Jurist, Privatsekretär des bulgarischen Fürsten Alexander und Kabinettsrat im Haus Battenberg. 

## Leben

### Herkunft und Familie
Alexander Menges wurde als Sohn des Geheimrats Ludwig Menges (1811–1899) und dessen Ehefrau Auguste Margarethe Schneider (1824–1897) geboren und wuchs mit seinen Geschwistern Wilhelm (1846–1916, Generalleutnant), Auguste Luise (* 1848, ∞ Friedrich Bühler), Emma Susanne (1849–1911) und Julius Ludwig (1856–1906, Kaufmann) auf. 
Am 27. September 1884 heiratete er in Darmstadt Emilie Hicker (1863–1945), mit der er die Kinder Alexander Walther (1884–1940), Erich (* 1888, Bankier) und Hildegard (* 1890) hatte. 

### Wirken
Menges absolvierte ein Studium der Rechtswissenschaften, leistete seinen Militärdienst als Einjährig-Freiwilliger beim 1. Großherzoglich Hessischen Infanterie-Regiment Nr. 115 und war dort später Seconde-Lieutenant.
Im März 1874 trat er in das Bankhaus Günzburg in St. Petersburg ein und kam im November 1884 an den Hof des bulgarischen Fürsten
Alexander I. Dort war er Inhaber verschiedener Hofämter (Privatsekretär und Geheimrat des Fürsten, der ein Sohn des Großherzoglich-hessischen Prinzen Alexander von Hessen-Darmstadt war).
Als Nachfolger seines Vaters wurde er Vermögensverwalter und Kabinettsrat des Ludwig von Battenberg, der ihn 1886 beauftragte, noch einmal nach Sofia zu reisen, um Privatangelegenheiten des Fürsten Alexander zu regeln. Auf der Rückreise nach Darmstadt ereilte ihn ein schwerer Schicksalsschlag. Seine elf Monate alte Tochter Emma Marie erkrankte an einer Gehirnhautentzündung und verstarb in Wien.

### Auszeichnungen
- 10. Oktober 1883 Ritterkreuz des Verdienstordens Philipps des Großmütigen
- 1903 Erlaubnis zum Tragen des russischen  Sankt Stanislausordens
- 1903 Großkomturkreuz des Erlöser-Ordens